# Heikki Castrén
Heikki Castrén (né le 8 août 1929 à Helsinki – décédé le 24 janvier 1980) est un architecte finlandais.

## Carrière
Entre 1956 et 1959, il travaille pour le cabinet d'architectes de Viljo Revell à Helsinki, puis de 1959 à 1960 à Toronto, puis à nouveau à Helsinki de 1960 à 1964.
Castrén crée son propre cabinet, Heikki Castren & Co, pour lequel il travaille entre 1965 et 1972. À partir de 1972, il travaille pour le cabinet Castren-Jauhiainen-Nuuttila.

## Ouvrage
Il conçoit avec Viljo Revell le bâtiment Makkaratalo à Helsinki qui a été présenté comme le symbole de la vague de démolition de la ville historique dans les années 1960–1970.

## Galerie

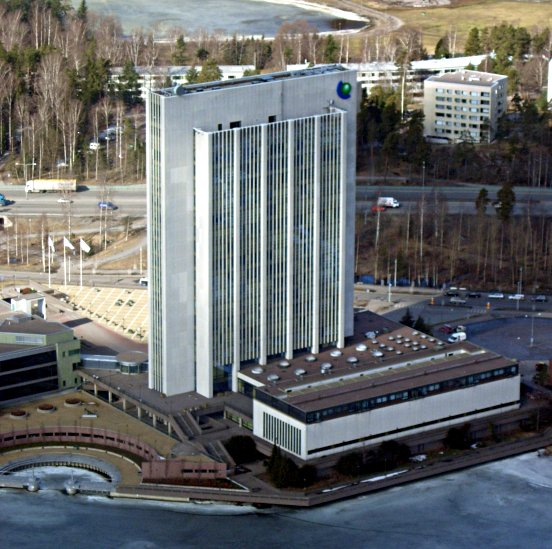
Siège de Fortum
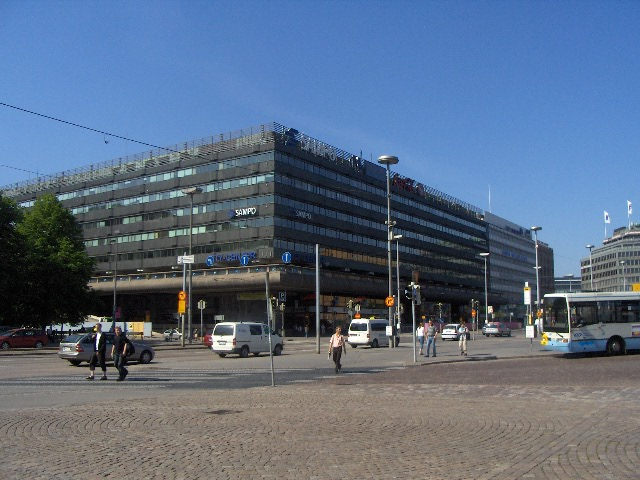
Makkaratalo
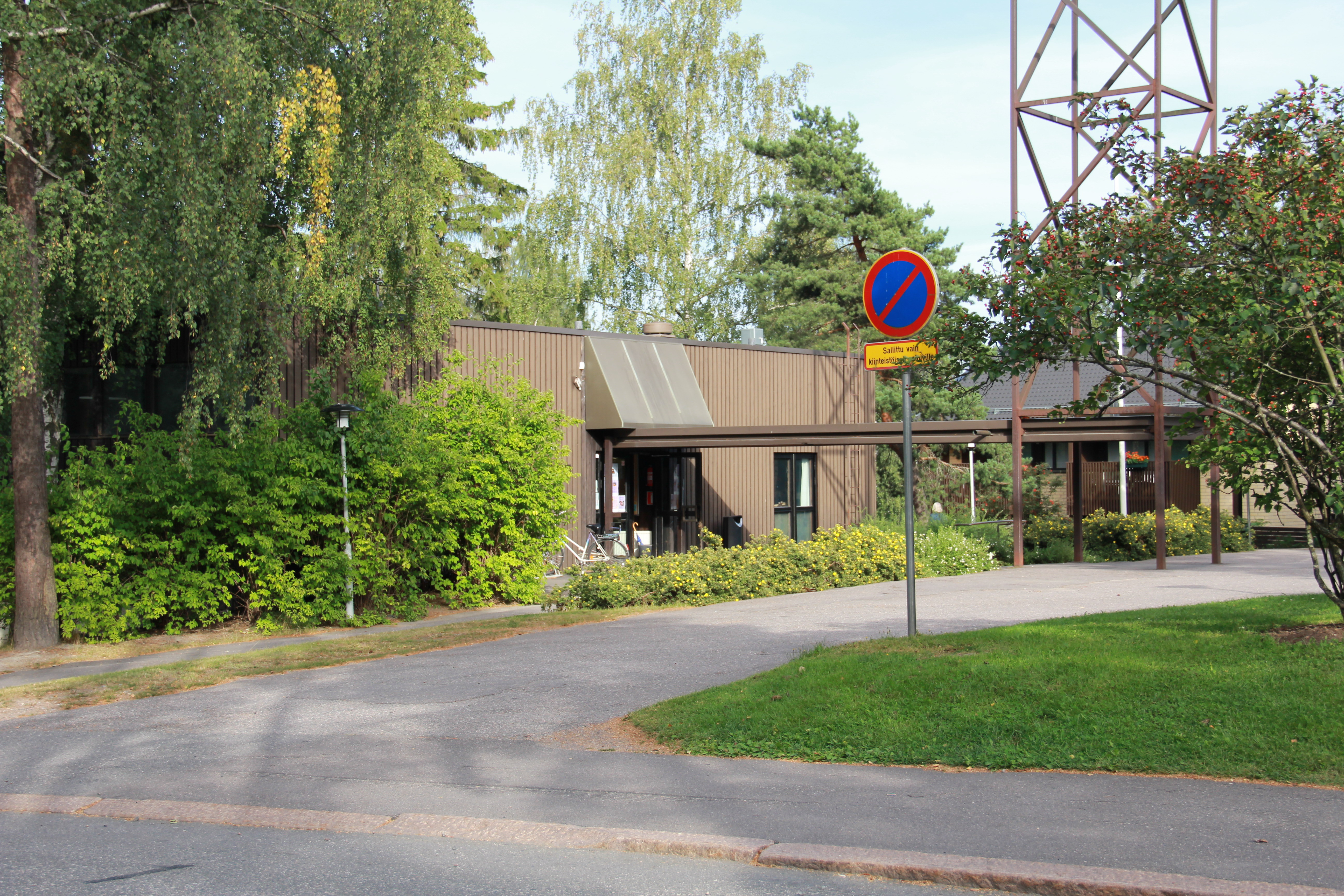
Église de Konala

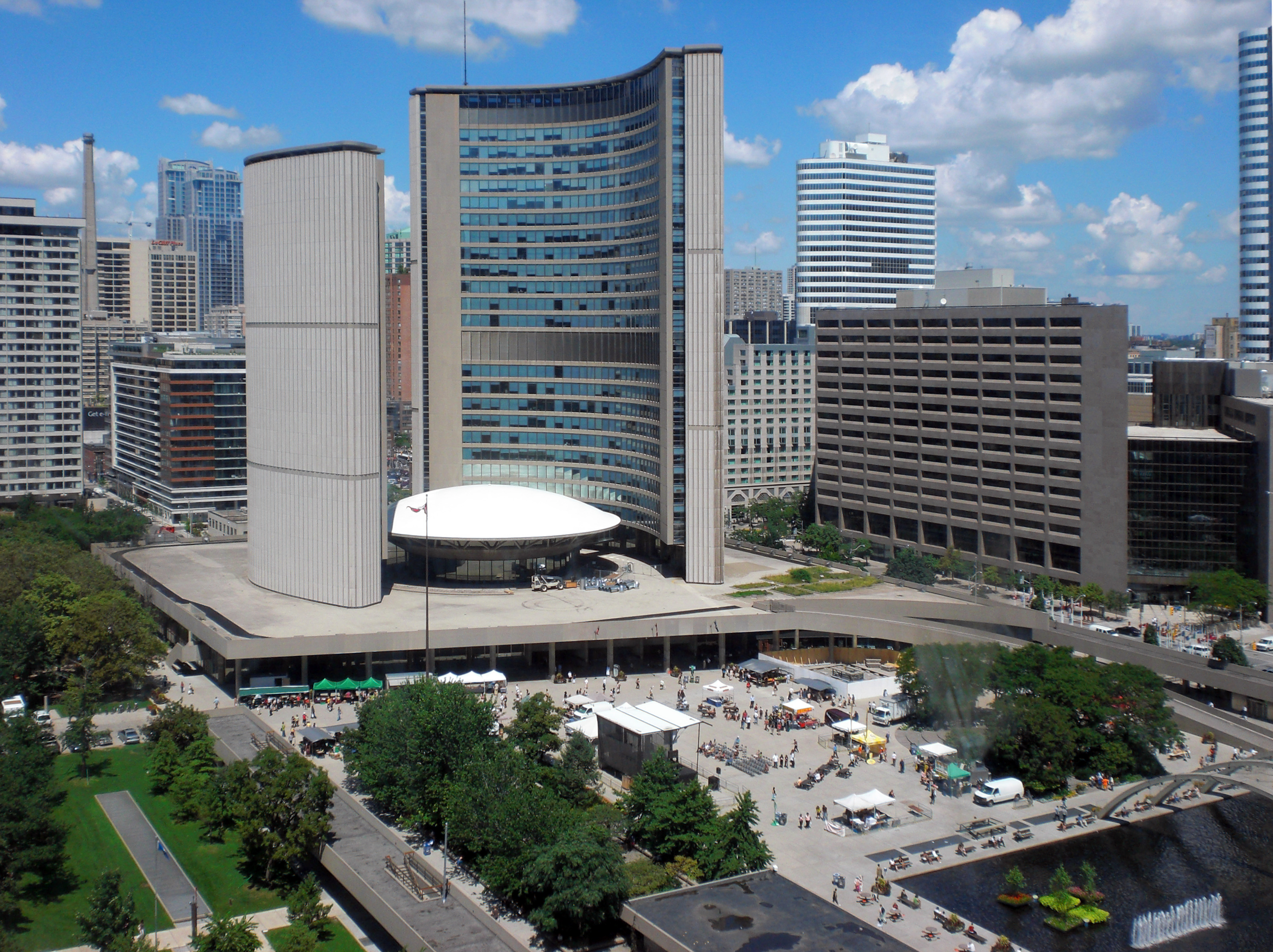
Hôtel de ville de Toronto
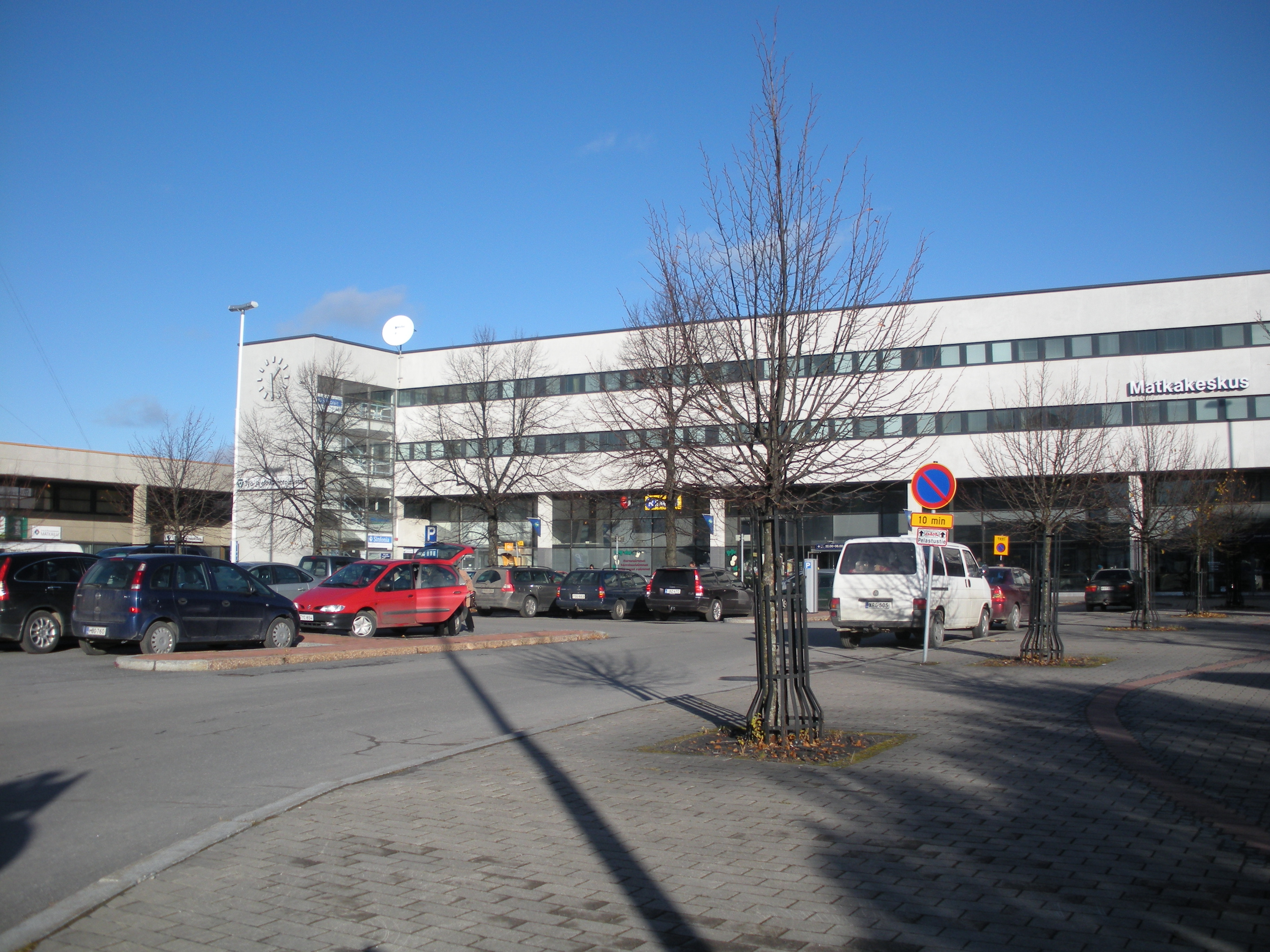
Gare de Seinäjoki
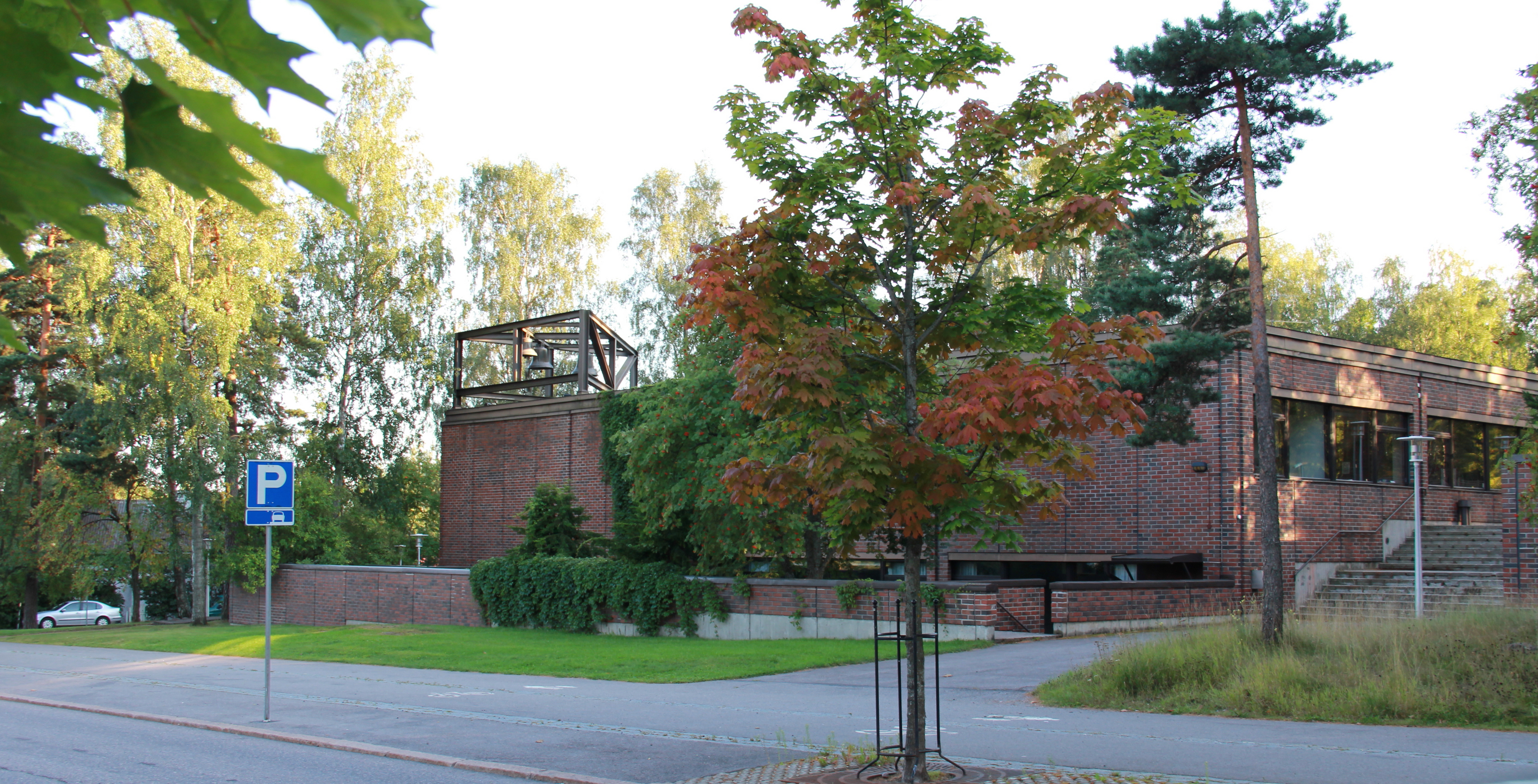
Église d'Oulunkylä